# Teurthéville-Hague
Teurthéville-Hague é uma comuna francesa na região administrativa da Normandia, no departamento Mancha. Estende-se por uma área de 12,82 km². Em 2010 a comuna tinha 1 073 habitantes (densidade: 83,7 hab./km²).